# Ивашкевич, Григорий Мефодьевич
Григорий Мефодьевич Ивашкевич (11 марта 1919 — 29 декабря 1991) — стрелок 1376-го стрелкового полка 417-й стрелковой дивизии, 51-я армия, 4-й Украинский фронт, рядовой. Герой Советского Союза.

## Биография
Григорий Мефодьевич Ивашкевич родился 11 марта 1919 года в селе Владимировка (ныне посёлок городского типа) Волновахского района Донецкой области, в семье рабочего. Украинец. Член КПСС с 1963 года. Окончил неполную среднюю школу, работал учеником пекаря в городе Чистяков (ныне город Торез) Донецкой области.
В ряды Красной Армии был призван в 1939 году. Участник советско-финской войны.
Участник Великой Отечественной войны с 1941 года.

## Подвиг
Стрелок 1376-го стрелкового полка 417-й стрелковой дивизии, 51-я армия, 4-й Украинский фронт, рядовой Ивашкевич Григорий Мефодьевич в ночь на 1 мая 1944 года в бою на подступах к Севастополю с группой бойцов проник в траншею противника на Сапун-горе. При отражении вражеской контратаки погибли его товарищи. Оставшись один, автоматным огнём и гранатами уничтожил десятки гитлеровцев: за сутки своего пребывания в тылу у противника уничтожил свыше 40 гитлеровцев, 3 пулемётных точки и гарнизон блиндажа противника.
Указом Президиума Верховного Совета СССР от 24 марта 1945 года за мужество и героизм, проявленные при освобождении Крыма от немецко-фашистских захватчиков, Ивашкевичу Григорию Мефодьевичу было присвоено звание Героя Советского Союза.
В дальнейшем, Ивашкевич принимал участие в советско-японской войне.
В 1946 году сержант Григорий Ивашкевич демобилизовался из рядов Советской Армии. Жил в городе Майкопе, где работал на обувной фабрике. Несколько раз избирался депутатом городского Совета. Почётный гражданин Майкопа. Затем переехал в город Сочи Краснодарского края. Работал столяром в санатории «Сочи».
29 декабря 1991 года Григорий Мефодьевич Ивашкевич скончался.

## Награды
- Медаль «Золотая Звезда»[2].
- Орден Ленина[2].
- Орден Октябрьской Революции.
- Орден Отечественной войны I степени.
- Орден Красной Звезды.
- Медаль «В ознаменование 100-летия со дня рождения Владимира Ильича Ленина»[3].
- Медаль «За победу над Германией в Великой Отечественной войне 1941—1945 гг.»[4].
- Юбилейная медаль «Двадцать лет Победы в Великой Отечественной войне 1941—1945 гг.»[5].
- Юбилейная медаль «Тридцать лет Победы в Великой Отечественной войне 1941—1945 гг.»[6].
- Медаль «Сорок лет Победы в Великой Отечественной войне 1941-1945 гг.»[7].
- Медаль «За победу над Японией».
- Знак МО СССР «25 лет Победы в Великой Отечественной войне» (24 апреля 1970[1]).
- Почётный гражданин города Майкоп Республики Адыгея.

## Память
- Имя Героя высечено золотыми буквами в зале Славы Центрального музея Великой Отечественной войны в Парке Победы города Москва.
- На могиле установлен надгробный памятник.
- Почётный гражданин города Майкопа Республика Адыгея.